# John Lettengarver
John Lettengarver, né le 18 juillet 1929 à Saint Paul (Minnesota) et mort le 14 janvier 1997 à Edmonds (État de Washington), est un patineur artistique américain, vice-champion des États-Unis en 1947.

## Biographie

### Carrière sportive
John Lettengarver patine pour le club de sa vile natale (St. Paul Figure Skating Club). Il est vice-champion des États-Unis en 1947, derrière son compatriote Richard Button.
Il représente son pays aux championnats nord-américains de 1947 à Ottawa, aux championnats européens de 1948 à Prague, aux Jeux olympiques d'hiver de 1948 à Saint-Moritz et aux mondiaux de 1948 à Davos.
Il quitte les compétitions sportives après les mondiaux de 1948, à l'âge de 18 ans.

## Palmarès
| Compétition                     | 1947 | 1948 |  |  |  |  |  |  |  |  |  |  |  |  |
| Jeux olympiques d'hiver         |      | 4e   |  |  |  |  |  |  |  |  |  |  |  |  |
| Championnats du monde           |      | 4e   |  |  |  |  |  |  |  |  |  |  |  |  |
| Championnats d'Europe           |      | 5e   |  |  |  |  |  |  |  |  |  |  |  |  |
| Championnats d'Amérique du Nord | 5e   |      |  |  |  |  |  |  |  |  |  |  |  |  |
| Championnats des États-Unis     | 2e   | 3e   |  |  |  |  |  |  |  |  |  |  |  |  |
|                                 |      |      |  |  |  |  |  |  |  |  |  |  |  |  |